# Yoo Jae-yong
Yu Jae-yong (en hangeul :유재용) est un auteur sud-coréen né le 6 juillet 1936 à Cheorwon dans la province de Gangwon-do en Corée du Sud et mort le 29 décembre 2009.

## Biographie
Né le 6 juillet 1936 à Cheorwon, dans la province de Gangwon-do pendant la période de la domination japonaise, il intègre le lycée Hwanil mais abandonne ses études. En 1965, il remporte un prix littéraire avec un conte pour enfants lors du concours annuel parrainé par le journal Chosun Ilbo. 

## Œuvre
Yu Jae-yong a fait ses débuts littéraires avec la publication de son conte pour enfants intitulé Le ballon géant (Kidari pungseon), qui a été publié en feuilleton dans le journal Chosun Ilbo en 1965. Par la suite, il publie des romans dont Sanctuaire (Seong-yeok, 1980), Partir à travers le vent et la pluie (Bibaram sogeuro tteonagada, 1982). 
Les personnages sont généralement coincés dans leur passé et ne parviennent pas à s'adapter à la diversité du monde moderne.ou à l'apprécier. Ceci est considéré par les critiques comme une façon pour l'auteur de focaliser l'attention sur la vie intérieure des personnages et non pas sur leurs rapports au monde extérieur. Dans ses romans, il traite souvent de la vie des réfugiés en Corée du Nord. Ainsi, la plupart de ses œuvres dont Portrait de ma sœur aînée (Nunimui chosang, 1978) traitent de la division de la Corée du point de vue de personnages qui idéalisent le passé afin de compenser le quotidien chaotique de l'après-guerre. En outre, ses personnages adoptent le plus souvent un point de vue traditionnel sur la vie, caractérisé par une forte croyance au destin et par l'incapacité à s'adapter à  l'évolution morale de la société. Cependant, dans des travaux plus récents, Yu Jae-yong a cherché à explorer le fil qui relie le passé au présent plutôt que de se contenter de travaux de rétrospection. Les récits notables de cette période sont Ombres (Geurimja, 1982), Le fleuve du père (Abeoji-ui gang) et Cercle (Hwan). Ces récits interrogent les conséquences de la partition de la Corée sur la famille. Yu Jae-yong a aussi écrit un certain nombre de récits avec des préoccupations philosophique. Ces récits comme Relation (Gwangye), La vie d'un autre homme (Ta-inui saeng-ae) ou encore La perruque (Gabal) mettent en évidence l'absurdité inhérente à la vie en mettant en scène des personnages qui s'enlisent dans la routine et finissent par se prendre pour une autre personne pour échapper à leur sort.  

## Récompenses
- Prix de littérature contemporaine (Hyundae Munhak) en 1980
- Prix Yi Sang en 1980
- Prix Dong-in en 1987 pour 어제 울린 총소리, Eoje ullin chongsori, Des coups de feu ont retenti hier